# UCV TV
UCV TV (anteriormente llamado UCV Gran Valparaíso y posteriormente UCV3) es un canal de televisión digital abierta chileno, que inició sus transmisiones el 12 de abril de 2018. Su programación se basa en programas culturales. Es el heredero del histórico UCV Televisión, el primer canal de Chile, que inició sus transmisiones el 5 de octubre de 1957. Transmite desde sus estudios ubicados en calle Agua Santa 2455, Viña del Mar, Región de Valparaíso, lugar donde también se encuentran los estudios de UCV Radio.

## Historia
La Pontificia Universidad Católica de Valparaíso fundó el canal UCV3 el 12 de abril de 2018 como un canal de televisión cultural. El canal comenzó emitiendo series y documentales.
UCV Televisión también emite programación especial por Semana Santa.

## Programación actual
UCV TV emite las series CSI Miami, Superagente 86, El Gran Chaparral y El precio de la historia.Además se emiten los programas Al Ritmo del Recuerdo, con Elías Clavería Díaz; Aventura 4x4, con Omar Oyarce; Café Cortado, con Gaby Flores y Cristián Sepúlveda; De Frente es Mejor, con la periodista Carolina Martínez; De Igual a Igual, con Alfredo Ureta; Deporte Visión, con el exbasquetbolista José Luis "Pipa" Verdejo; DHSF: Derechos Humanos Sin Fronteras, con la periodista Carolina Martínez; Doctor en Casa, con el Dr. Claudio Aldunate; En Íntimo con Cheche, con el periodista venezolano radicado en Quillota, Eliezer "Cheche" Peralta Graterol; Estilo Chic, con la modelo argentina Sabrina Sosa y Matías Godoy; Gente, con la periodista Maureen Berger Hidalgo; Mundo Radio Chile, con el locutor Alberto Felipe Muñoz; Mundos Vibrantes, también con Alberto Felipe Muñoz y la periodista Macarena Prajoux; PonteOnline, con el periodista Jorge Muñoz López; RetroPop, con Ismael Pereira "DJ Retro"; Siempre Hay Tiempo, matinal con la periodista Carolina Martínez; Te Invito a Tomar Once, con el periodista Francisco Pietrantoni; Documentales, Infomerciales de Antena 3 Directo (A3D), entre otros.
En septiembre de 2022 UCV TV lanza una segunda señal llamada UCV 2 donde su programación es de programas clásicos de UCV TV actualizados con programación propia, la señal es exclusiva de la página web de UCV.

## Eslóganes
- El mundo en tus ojos (2018-2022)
- El primer canal cultural de la TV abierta en Chile (2020-2022)
- Desde 1957 junto a la familia chilena (2022-presente)